# 羽扇豆三殼灰介
羽扇豆三殼灰介（学名：Tricoquimba lupinulia）为半花介科三殼灰介屬下的一个种。